# Otto Pfister
Otto Pfister (Köln, 1937. november 24.  – ) német labdarúgóedző. Számos válogatottnál volt szövetségi kapitány, leginkább Afrikában. 1992-ben az év edzőjének választották a kontinensen.

## Pályafutása

### Klubcsapatokban
Kölnbenban született. Pályafutását is ott kezdte 1957-ben a Viktoria Köln csapatában. 1958 és 1959 között a VfL Köln játékosa volt. 1959-ben Svájcba szerződött az FC Chiasso együtteséhez, ahol egy évet töltött. Az 1960–61-es szezonban az FC Grenchen labdarúgója volt. 1961-től 1963-ig az FC Vaduzban játszott. 1963 és 1966 között a St. Gallen játékosa volt. Később játszott még a Nordstern Basel (1966–68), a Moutier (1968–69) és az FC Chur (1969–72) együttesében.   

### Edzőként
1972 és 1976 között Ruanda szövetségi kapitánya volt. 1976 és 1978 között Felső Volta, 1979 és 1982 között Szenegál, 1982 és 1985 között Elefántcsontpart, 1985 és 1989 között Zaire, míg 1992 és 1993 között Ghána válogatottját irányította. 1992-ben az év edzőjének választották Afrikában. 1995-től 1997-ig Banglades szövetségi kapitánya volt. 1997 és 1999 között a Szaúd-arábiai válogatott alkalmazásában állt és részt vett az 1997-es konföderációs kupán. 1999-ben az Ez-Zamálek vezetőedzője lett Egyiptomban és első alkalommal vállalt munkát egy klubcsapatnál. Bajnoki címet szerzett és megnyerte csapatával az egyiptomi kupát, valamint a Kupagyőztesek Afrika-kupáját. 2002 és 2004 között a CS Sfaxien vezetőedzője volt Tunéziában. A 2004–05-ös idényben bajnoki címet szerzett a Nedzsmeh csapatával Libanonban. 2005 második felében az egyiptomi Al Masrinál vállalt munkát. 
2006-ban kinevezték a togói válogatott szövetségi kapitányának és az volt a feladata, hogy felkészítse a csapatot a 2006-os világbajnokságra, de nem sikerült a továbbjutás a csoportkörből. A világbajnokságot követően az Al-Merrikh vezetőedzője volt Szudánban. 2007 és 2009 között a kameruni válogatott szövetségi kapitányaként dolgozott és csapatával bejutott a 2008-as afrikai nemzetek kupája döntőjébe. 2011-ben kinevezték a Trinidad és Tobagó-i válogatott élére, ahol egy évig dolgozott. 2014-ben kis időre visszatért az Al-Merrikhez. 2015-ben az algériai USM Alger szerződtette, de mindössze 4 hónapot töltött a klubnál és menesztették.
2017 és 2018 között az afgán válogatott szövetségi kapitánya volt.

## Sikerei, díjai
Elefántcsontpart
- Ifjúsági Afrikai nemzetek kupája döntős (1): 1983

Ghána
- U17-es világbajnok (1): 1991
- Afrikai nemzetek kupája döntős (1): 1992

Banglades
- Burmai Torna (1): 1995

Szaúd-Arábia
- Arab nemzetek kupája győztes (1): 1998

Egyiptom
- Ez-Zamélek
- Egyiptomi bajnok (1): 2000–01
- Egyiptomi kupagyőztes (1): 2001–02
- Egyiptomi szuperkupagyőztes (1): 2001
- Kupagyőztesek Afrika-kupája győztes: 2000
- CAF-szuperkupa döntős (1): 2001

Nedzsmeh
- Libanoni bajnok (1): 2004–05
- Libanoni Elitkupa győztes (1): 2004
- Libanoni szuperkupagyőztes (1): 2004

Al-Merrikh
- CAF-konföderációs kupa döntős (1): 2007

Kamerun
- Afrikai nemzetek kupája döntős (1): 2008